# 愈伤素
愈伤素（英語：Traumatin）是一种有机化合物，化学式为C12H20O3，是植物激素愈伤酸生物合成的前体。它可以8-甲酰基辛酸甲酯和和二氧戊环乙亚基三苯基磷为原料经多步反应得到。